# Wielki Meczet Szejka Zajida
Wielki Meczet Szejka Zajida (arab. جامع الشيخ زايد الكبير) – meczet w Abu Zabi, stolicy Zjednoczonych Emiratów Arabskich, jeden z największych na świecie.

## Historia
Inicjatorem budowy meczetu był pierwszy prezydent ZEA, szejk Zajid ibn Sultan Al Nahajjan. Został wybudowany w centrum miasta pomiędzy mostem Musaffah a mostem Al-Makta. Jego budowa trwała prawie dwanaście lat (1996-2007) i kosztowała ok. 205 milionów funtów. Przy budowie było zatrudnionych 3,5 tys. pracowników. Kompleks zajmuje powierzchnię 22 412 m², jego dziedziniec posiada 1048 kolumn, ma osiemdziesiąt dwie kopuły, a kopuła główna jest największą kopułą na świecie – ma 85 m wysokości i średnicę 32,8 m. W meczecie może przebywać 42 tys. wyznawców, a główna sala modlitewna może pomieścić 7126 osób.
Betonowe fundamenty i konstrukcja zostały wykończone greckim i włoskim białym marmurem. Dekoracje wnętrz wykonywali artyści z całego świata. Wersety z Koranu wypisane zostały w trzech rodzajach kaligrafii arabskiej. Dziedziniec o wielkości 17 000 m² został pokryty mozaiką. W meczecie znajduje się siedem pozłacanych żyrandoli o różnych rozmiarach, wykonanych z kryształów Swarovskiego; największy z nich jest jednocześnie największym na świecie żyrandolem.

## Galeria

Strona frontowa Wielkiego Meczetu.
Widok z boku.
Jeden z minaretów.
Zachód słońca nad meczetem.